# Міжнародний патентний інститут
Міжнародний патентний інститут (МПІ) (англ. International Patent Institute) — інститут, утворений 1947 р. в Гаазі угодою між Бельгією, Голландією, Люксембургом, Францією, Швейцарією, Монако, Туреччиною. Призначений для проведення патентної експертизи за запитами зацікавлених осіб на винаходи, промислові зразки та інші технічні рішення. У 1978 р. інтегрувався у Європейську патентну організацію.